# Campionati del mondo di ciclismo gravel
I campionati del mondo di ciclismo gravel UCI (in inglese UCI Gravel World Championships) sono uno dei campionati del mondo di ciclismo e assegnano il titolo di campione del mondo nelle diverse categorie per genere ed età. Ultimi nati tra i campionati dall'Unione Ciclistica Internazionale (UCI), essendo stati creati nel 2022, hanno luogo ogni anno in ottobre.
La corsa si svolge su un percorso quasi interamente composto da strade sterrate e si corre con le cosiddette bici da ghiaia, ovvero bici da corsa adatte ad essere usate su strade non asfaltate, sebbene la federazione internazionale abbia consentito nelle prime edizioni la partecipazione con qualsiasi tipo di bici, purché non assistita elettricamente.

## Storia
Il cosiddetto ciclismo "gravel" nacque negli anni 2000 nel Midwest statunitense e consiste nel combinare elementi del ciclismo su strada, della mountain bike e del ciclocross, gareggiando principalmente su strade non asfaltate (ghiaia, strade rurali, mulattiere con pavè ecc.), includendo quindi elementi del ciclismo pionieristico su strada e delle tradizionali discipline off-road a due ruote. Vista la rapida crescita del movimento, l'Unione Ciclistica Internazionale decise di creare dal 2022 le prime competizioni ufficiali quali l'UCI Gravel World Series e appunto il campionato mondiale al termine di essa. Come per le competizioni Granfondo, i risultati nelle World Series garantiscono la qualificazione al mondiale ma a differenza di esse possono partecipare anche atleti professionisti del ciclismo su strada.
La prima rassegna mondiale si è svolta in Veneto, in Italia, su un percorso con partenza da Vicenza e arrivo a Cittadella, e sono stati assegnati i titoli per le categorie Elite per uomini e donne, e le categorie per età 19-34, 35-39 e Over 40 per le donne e le categorie per età 19-34, 35-39, 40-44, 45-49, 50-54, 55-59 e Over 60 per gli uomini. Durante la 191ª sessione dell'UCI sono state assegnate le successive edizioni: anche la seconda edizione si svolgerà in Italia sempre in Veneto, mentre nel 2024 si svolgerà nel Brabante Fiammingo, in Belgio e poi le edizioni 2025 e 2026 rispettivamente a Nizza nel sud della Francia e a Nannup nell'ovest dell'Australia.

## Edizioni
| Anno | Paese     | Luogo              | Vincitore Elite      | Vincitrice Elite       |
| ---- | --------- | ------------------ | -------------------- | ---------------------- |
| 2022 | Italia    | Veneto             | Gianni Vermeersch    | Pauline Ferrand-Prévot |
| 2023 | Italia    | Veneto             | Matej Mohorič        | Katarzyna Niewiadoma   |
| 2024 | Belgio    | Brabante Fiammingo | Mathieu van der Poel | Marianne Vos           |
| 2025 | Francia   | Nizza              |                      |                        |
| 2026 | Australia | Nannup             |                      |                        |
| 2027 | Francia   | Alta Savoia        |                      |                        |

## Albo d'oro
- Gara maschile Elite (2022-oggi)
- Gara femminile Elite (2022-oggi)